# Silvano Tranquilli
Pour les articles homonymes, voir Tranquilli.
Silvano Tranquilli, né le 23 août 1925 à Rome, et mort dans cette ville le 10 mai 1997, est un acteur italien.
Il a quelques fois tourné dans les années 1960 sous le pseudonyme de Montgomery Glenn.

## Filmographie partielle
- 1960 : Les Plaisirs du samedi soir (I piaceri del sabato notte) de Daniele D'Anza : Le commissaire adjoint
- 1962 : L'Effroyable Secret du docteur Hichcock (L'orribile segreto del Dr. Hichcock) de Riccardo Freda : Dr. Kurt Lowe
- 1964 : Danse macabre (Danza macabra) d'Antonio Margheriti et Sergio Corbucci : Edgar Allan Poe
- 1966 : Spara forte, più forte... non capisco,d'Eduardo De Filippo : le lieutenant Bertolucci
- 1969 : Senza sapere niente di lei de Luigi Comencini
- 1969 : Amore mio aiutami d'Alberto Sordi
- 1970 : Les Fleurs du soleil (I girasoli) de Vittorio De Sica : un travailleur italien en Russie
- 1970 : C'est la loi des siciliens (E venne il giorno dei limoni neri) de Camillo Bazzoni : le commissaire Modica
- 1971 : Cran d'arrêt (Una farfalla con le ali insanguinate) de Duccio Tessari : l'inspecteur Berardi
- 1971 : L'Explosion de Marc Simenon : le commissaire Aubry
- 1971 : Les Fantômes de Hurlevent (Nella stretta morsa del ragno) d'Antonio Margheriti : William Perkins
- 1971 : La Tarentule au ventre noir (La tarantola dal ventre nero) de Paolo Cavara : Paolo Zani
- 1972 : La Peur au ventre (Rivelazioni di un maniaco sessuale al capo della squadra mobile) de Roberto Bianchi Montero : Paolo Santangeli
- 1973 : Le Témoin à abattre (La Polizia incrimina la legge assolve) d'Enzo G. Castellari : Franco Griva
- 1973 : L'Homme aux nerfs d'acier (Dio, sei proprio un padreterno!) de Michele Lupo : Sylvester
- 1973 : Les Grands Fusils (Tony Arzenta) de Duccio Tessari : Montani, l'officier d'Interpol
- 1973 : La Bonne Année de Claude Lelouch : l'amant italien
- 1973 : Cérémonie sanglante (Ceremonia sangriente) de Jorge Grau : le médecin
- 1973 : Rue de la violence (Milano trema: la polizia vuole giustizia) de Sergio Martino : Gianni Viviani
- 1973 : Sur le fil du rasoir (Giorni d'amore sul filo di una lama) de Giuseppe Pellegrini
- 1974 : Toute une vie, de Claude Lelouch : le spectateur italien de porno
- 1974–1976 : Le Palais bleu (de) (TV) : Louis Palm
- 1975 : Rome violente (Roma violenta) de Marino Girolami : chef de la brigade volante
- 1975 : Un flic hors la loi (L'uomo della strada fa giustizia) d'Umberto Lenzi : Paolo Giordani
- 1975 : Vertiges (Per le antiche scale) de Mauro Bolognini : le professeur Rospigliosi
- 1975 : Bracelets de sang (Il giustiziere sfida la città) d'Umberto Lenzi : docteur Marco Marsili
- 1975 : Si douce, si perverse (Peccati di gioventù) de Silvio Amadio : docteur Batrucchi
- 1976 : Opération casseurs (Napoli violenta) d'Umberto Lenzi : docteur Gervasi
- 1978 : L'Affaire suisse de Max Peter Ammann : Zurlini
- 1980 : L'Homme puma (ou L'Incroyable homme puma) (L'uomo puma) d'Alberto De Martino : l'ambassadeur Dobson